# Jimenezia heteroclita
Jimenezia heteroclita är en kräftdjursart som beskrevs av Albert Vandel1973. Jimenezia heteroclita ingår i släktet Jimenezia och familjen Philosciidae. Inga underarter finns listade i Catalogue of Life.